# ピューディパイ
ピューディパイ (英語: PewDiePie; [ˈpjuːdiːpaɪ] PEW-dee-py 、本名：フェーリックス・アールヴィド・ウルフ・シェルベリ <スウェーデン語: Felix Arvid Ulf Kjellberg; [ˈʃɛlbɜːrɡ] SHEL-burg, スウェーデン語: [ˈfěːlɪks ˈǎrːvɪd ɵlf ˈɕɛ̂lːbærj] ( 音声ファイル); >、1989年10月24日 - ) は、スウェーデン人のYouTuber（ゲーム実況者、ストリーマー、ビデオブロガー）。日本在住。YouTubeチャンネル登録者数は1億人を超えており、これは個人運営のYouTubeチャンネルとして世界二位、ゲームチャンネルとして世界一の登録者数である。

## 経歴

### 生い立ち
スウェーデンの港湾都市ヨーテボリの裕福な家庭で生まれ育った。父は会社重役のウルフ・クリスチャン・シェルバーグ、母はファッションブランド店「KappAhl」の元最高情報責任者（CIO）ジョハンナ・シェルバーグで、姉のファニーと共に大学在学中まで一緒に暮らしていた。
子供の頃は友達が少なく、ゲームをしたり絵を描くことが好きな少年だった。10代後半までは寝室やインターネットカフェに籠り多くの時間ゲームをしていたと話している。
2008年にヨーテボリの名門私立高校ヨーテボリス・ヘーグレ・サムスコーラを卒業し、スウェーデンの最難関大学の一つである私立のチャルマース工科大学に入学。産業経済学と技術経営の学位を取得しようとしていたが、大学のクラスに馴染めず、学科も第一志望の所ではなかったため大学が嫌いになってしまい「退屈すぎる」とのことで2011年に退学した。
大学を中退したものの、大学側は彼の活動を支持しており、時折、大学の広報が彼のチャンネルや歴史などを紹介している。在学中は数学の成績が学内1位であったりと、成績もトップクラスだった。そして、成績が良かったことから大学在学中に実家を離れて、一人暮らしすることを両親に許された。

### 動画投稿の開始
2010年10月頃から動画投稿をしていたが、初期はYouTubeには収益機能がなく、ホットドッグを売ることで生計を立てていた（仮に収益を受けられても生計を立てられるほどの再生数や登録者数もなかった）。本人は「MY New Job」や「MY Old Job」などの動画内でネタにしている。
初期は主にホラー系やアクション系のビデオゲーム実況の動画をYouTubeに投稿していたが、近年はネット動画や画像などから面白いコンテンツを紹介する内容に変わっている。書籍やウイスキーの批評などもする。登録者が5人の頃からスタンスは変わっておらず、「YouTuberが仕事だと思ったことはない」と語っている。YouTuberになる方法などを動画で解説したことがあるが、YouTuber専用の事務所に入ることは勧めない等、自分以外の同業者達の理想と現実を真面目に語っている。ピューディパイのチャンネルで現存する最古の動画は「Minecraft Multiplayer Fun」である。

### 世界一の登録者数へ
チャンネルは、2012年頃からチャンネル登録者数が急速に増加してスポンサーがつきTop YouTuberとなり、2013年には登録者数1000万人を突破し、Youtuber史上初の「ダイヤモンド盾」が贈呈された。11月から12月に一時的にYouTubeのスポットライトチャンネルによって上回られたものの、ピューディパイのチャンネルは2013年8月以来YouTubeで最も登録者数の多いチャンネルとなっていた。2014年8月にチャンネル登録者数3000万人を記録。
2014年には米国の人気ブラックジョークアニメ『サウスパーク』とのコラボでシーズン18第10話にてピューディパイ本人がアニメ終盤に登場した。これは彼本人の動画でも確認できる。
2016年12月に登録者数5000万人を突破。Youtuber史上初の「ルビー盾」が贈呈された。
2017年にローガン・ポールが日本にて迷惑行為をしながら観光をし、富士の樹海にて自殺者の遺体を撮影。それらを動画内にモザイク処理なしで載せつつ笑い話にした内容の動画をYouTube上に投稿して急上昇1位となった事件について、ローガン・ポールと米YouTube本社を動画「Logan Paul」「PEW NEWS」等で痛烈に批判した。その後、日本へ観光に訪れたピューディパイは、「日本の“森”に行ってみた」というタイトルで日本旅行のビデオブログを投稿した。
2018年の新年からあまりにも長期間ゲームをやらなかったために視聴者から「スマッシュブラザーズの新作をやって欲しい」と要望が殺到、久しぶりに全力でゲームを楽しもうということで同年3月に『ガールズアンドパンツァードリームタンクマッチ』をプレイした。
同年にチャンネル統計を公開した。視聴者層は13歳から17歳が11％、25歳から34歳が28％、18歳から24歳が44％、35歳から65歳以上が17％、55歳から64歳が1％となっており、子供も観てはいるが、青年や大人の視聴者が圧倒的に多い。
2019年2月3日に生配信されたフォートナイト実況放送はそれまでゲーム実況者NINJAが保有していた、「世界一の購読者を持つフォートナイト実況者」の記録を塗り替えた。
2019年3月27日、大登録者戦争においてT-Seriesのチャンネル登録者がピューディパイの登録者を抜いたことで、2番目に登録者の多いチャンネルとなった。しかしT-SeriesはYouTuberではなく企業であるため、個人チャンネルで最も登録者が多いYouTuberであることは変わらない。

### 1億人の快挙
2019年8月25日、チャンネル登録者数が、YouTube個人チャンネルで史上初の1億人に到達した。Youtuber史上初の「レッドダイヤモンド盾」が贈呈された。YouTube公式TwitterではYouTube本社より彼への祝福と記念の動画が投稿された。
2019年時点での純資産総額は3000万ドルから5000万ドルとされており、これまでに寛大な寄付を幾度も行ってきている。2019年には500万ドル（約5億2000万円）以上の寄付を行っている。
2019年、オーディエンスの規模、エンゲージメント率、ソーシャルアクティビティ等に基づく統計算出によって選出される、サンデー・タイムズの「最も影響力のある100人のデジタルインフルエンサー」にてトップの人物となっている。
2019年8月、動画投稿を休止することを計画していると示唆した。同年12月14日に投稿した動画内で、「ビデオ制作に疲れている」として2020年から自身のチャンネル及びYouTubeから離れて休息することを公表。同年1月末から休止したが、30日間の休息をし終えたとして2月21日に再開した。その後の動画投稿は不定期となり、同年11月のQ＆Aにて、自身の中では「YouTubeから引退した」と見なしていることを明かした。一方プライベートでは、2019年8月に活動初期から交際していた元YouTuberのマルツィア・ビゾーニンと結婚し、2022年5月11日にはYouTube上に投稿したビデオで「長年の夢」としていた、日本に移住が完了したことを報告した。
2022年9月14日、2年前に引退を表明したのにYouTubeを続けている理由についての動画を投稿した。引退を表明した当時は、周囲の環境が悪化しマイナスのことばかり重なっていたことや、チャンネルを大きくすることにハマり過ぎて動画投稿にストレスを感じていたことなどから引退宣言をしたと語っている。しかしその後の2年間で初期の頃のように動画投稿を楽しむことを思い出し、「なぜ辞めなければいけないのか」と疑問に思ったことからYouTubeを続けていると述べ、今後も動画投稿をし続けると語った。なお、2011年から2021年までは毎年200本～300本以上の動画を投稿していたが、2022年は自身のプライベートを優先したため77本となっている。
2022年11月15日、MrBeastに登録者数を抜かれ、個人で運営するYouTuberでは世界2位になった。
2023年6月30日、もうすぐ第一子が生まれて忙しくなることが予想されるため、しばらくの間は活動休止すると宣言した。8月11日に息子が誕生したことを動画で報告し、日本での日常生活を紹介するVlog（ビデオブログ）や面白動画の紹介を中心とした動画投稿を再開。2024年からは不定期でゲーム実況の動画投稿・ライブ配信も再開した。

## 私生活

### 家族
スウェーデンの裕福な家庭で生まれ育ち、大学在学中から一人暮らしを始めた。YouTubeを始めて間もない頃にオンラインで知り合ったイタリア人のマルツィア・ビゾーニンに惹かれ、2011年夏に彼女の母国イタリアへ渡り交際がスタート。その後スウェーデンへ戻り、同年10月からマルツィアと共に郊外のアパートメントに移住した。当時はお金がなく家賃を払うのも精一杯の生活だったが、片目のない6歳のパグ犬「マヤ」を飼い始め、小さな幸せを手に入れた。2012年にイタリアへ移住したが、インターネット接続環境が悪かったため、より良いインターネット環境を求めて2013年7月にイギリスのブライトンへ移住した。同年10月から1歳になるパグ犬「エドガー」を飼い始めた。マルツィアと愛犬たちはたびたびピューディパイの動画に登場している。2018年4月、旅行で日本滞在中にマルツィアにプロポーズし婚約した。二人が出会ってちょうど8年目となる2019年8月19日（現地時間）、二人はロンドンのキューガーデンで結婚式を挙げた。マルツィアも700万人以上の登録者を持つ人気のYouTuberであったが、現在はYouTubeを引退している（チャンネルは残っている）。2022年5月1日、マルツィアと愛犬2匹を連れて日本へ移住した。なお、両親と姉とは長い間離れて暮らしているが、家族仲は非常に良い。母と姉は家族紹介動画に出演したことがある。
2022年12月18日、飼っていたパグの「マヤ」が亡くなった。その前の月からチワパグの「もも」（チワワとパグのミックス犬）を飼い始めたことで、ももとエドガーに癒されてペットロスから立ち直ったと後の動画で明かした。
2023年7月11日、日本の病院で息子ビョルン（Björn）が無事に誕生したと報告した。
2024年6月に繁殖用としてケージに入れられ足の弱っていた3歳の保護犬「むぎ」、12月にはパグの保護犬「もち」を新しい家族として迎え入れた。

### 趣味・嗜好
日本が好きで、過去にも毎年のように日本を訪れており、旅行Vlog（ビデオブログ）を投稿している。
好きな食べ物は寿司と答えている。魚介類は食べるが肉を食べないペスカタリアン（魚菜食主義者）である。日本のウイスキーを愛飲しており、2017年にはサントリーとニッカ、広島県産等の大好きなジャパニーズ・ウイスキーをテイスティングする動画を投稿。特にニッカの「フロム・ザ・バレル」が好みだとし、「悩んだらこれを買えばいい」と視聴者にお勧めしている。なお、以前は日々のストレス解消法として毎日飲酒していたが、2019年7月のポッドキャストインタビューで、仏教に関する本を読んだことから飲酒の習慣を止めたと明かしている。
読書が趣味で、哲学書や小説を好んで読んでいる。哲学書はディオゲネスの著書、小説は日本文学が特に好きだと語っている。太宰治『人間失格』や三島由紀夫『豊饒の海』などといった小説を詳細に紹介、それを通して当時の日本の状況や日本人の価値観について解説し、俳句について動画で近代までの流れや表現される世界観を視聴者に説明をするなど日本文化や歴史にも詳しい。
体質と精神面のためにと筋力トレーニングを日々行っており、自身の肉体をInstagramに投稿してファンを驚かせ絶賛された。日本へ移住後は自室にホームジムを設置し、筋力トレーニングに励んでいる。サーフィンやボルダリングなど鍛えた身体を活かすスポーツにハマっている。

### 日本への移住
2019年10月1日公開の動画にて、日本に家を購入し引越しの準備中であることを発表。「夢が叶った」と語っている。2019年12月、日本から離れている間に空き巣被害にあい、日本の家に置いていたマルツィアの宝石や限定グッズなど数年かけて集めた貴重品の9割が盗まれてしまったことを明かした。しかし、彼自身の重要な物はカメラとコンピューターだけだったが、それらは盗まれなかった。彼は動画でそれらについてギリシャの哲学者ディオゲネスの言葉を交え、「自分は既に物質的な事柄への関心から離れている」と語り、金銭で手に入る物以外が盗まれていないのなら気にしてないとした。
その後、新型コロナウイルス感染症の影響やビザの申請が難しいこともあり日本への移住は実現せずにいたが、「絶対に移住を実現したい」としてビザを取得すべく、2021年の間に日本に会社を設立。これにより日本の商用ビザを正式に取得した。
2022年5月11日に公開した動画「It finally happened!」にて、妻のマルツィアと2匹の愛犬と共に日本への移住を果たしたことを「昔からの夢が叶った！」と嬉し涙を流しながら発表した。ほとんどの航空会社ではペットとケージの合計重量が8キログラム以内に制限されているが、飼い犬のエドガーは10キログラムあったため、エドガーのストレスを心配したことからプライベートジェットをレンタルして英国ロンドンから日本へ移動した。
日本の歴史や文化はルース・ベネディクトの『菊と刀』を読んで知ったとしている。日本移住後、本棚には所持している日本文学作品を並べている。日本のアニメや漫画も大好きであり、特に好きなアニメは『ベルセルク』『シュタインズ・ゲート』『いちご100％』『モノノ怪』『デスノート』『カイバ』、漫画は『ベルセルク』『BLAME!』が好みであり「ベルセルクは絶対に読んでくれ」とお勧めしている。これらについても作風や世界観等を解説して好きな理由を語っている。いとうかなこの『シュタインズ・ゲート』の曲や平沢進の『ベルセルク』の曲も好きである。アニメ版『ナルト』は第1話から最終話まで視聴したと報告した。アニメ『ゆるキャン△』を視聴してからは、日本移住後には富士山でキャンプ動画を撮りたいと語っている。
日本の寿司が大好物である。イギリスから日本に移住後視聴者から「日本とイギリスで魚は違う？」と質問され、「イギリスの魚と日本の魚の違い？天と地ほどの差がある。日本では当たり前のように、どこでも最高の魚料理が食べられるし、美味しい魚が入手できる。最強の魚菜食主義者の自分が言うんだから間違いない。もう日本に移住したから言っていいと思うので言うが、イギリスの魚料理は正直、食べられた物ではなかった。フィッシュ＆チップスは食べられたが、それ以外は、いや、これ以上は止めよう」と語った。

## 収入と資産
「YouTuberは仕事ではない」というスタンスで長年投稿しており、再生数や登録者数等を稼ぐことに特別興味を持っていない。
『フォーブス』が2018年度行ったYouTuberの年間収入公式調査では、彼は2017年に1550万ドル（約17億円）を稼いだと報告され、世界ランキング9位の収入を得た。2018年に広告主は、彼に依頼したスポンサー付きビデオの依頼として最大45万ドル（約4500万円）を支払った。世界的な影響力のあるトップYouTube Starの中では珍しく、収入目的での企業タイアップは基本的にせず、興味のある事以外の依頼は受けないスタンスであるため、ほとんどの収入源は動画の広告収入となっている。そのため、フォーブスが公式に計測しているYouTuberの年間収入世界ランキングでは10位前後になっていることが多く、他のYouTube Starが自身よりランキングの上位である場合が多い。2020年度のフォーブスの調査では、ゲーム実況者仲間のマークプライヤー（登録者数2780万人）は1950万ドル（約20億円）で世界ランキング5位、ピューディパイのBro Army（兄弟軍団）の一人でもあるMrbeast（ミスター・ビースト）（登録者数4780万）は2400万ドル（約25億円）で世界ランキング2位となったが、ピューディパイは10位以内のランキングから外れている。2022年度のフォーブスの調査ではマークプライヤーが役3000万ドルで世界3位、Mrbeastが54万ドルで世界1位となっているが、ピューディパイは10位以内のランキングから外れている。
衣料品ブランド「Tsuki」をマルツィアと二人で設立し経営している。
2022年現在は、ドリンクミックスブランド「G FUEL」より「ピューディパイ味（チェリー味）」を販売中。
2021年の動画「How much does Pewdiepie Make」にて、「ピューディパイの2021年での純資産は推定4000万ドル」と書かれた記事や、「ピューディパイはビリオネア（純資産10億ドル）である」とした記事等が乱立しており、情報が錯綜しているのを取り上げ、どれも全て外しているとして「4000万ドルよりは多く、10億ドルよりは少ない」とコメントしている。

## 人物
「30歳以上の人の大半が知らない、世界でもっとも有名な人物」と評されている。
「Social Star Awards」では、警備員の警告を無視して、ファン一人ひとりと挨拶するためにレッドカーペットの端を歩いた。
ピューディパイのチャンネルは、以前はMaker Studiosのゲーミングネットワーク「Polaris」にあったが、彼の言葉遣いの悪さを理由に契約を解除された。
ピューディパイは白人至上主義や反ユダヤ主義、黒人差別と受け取れる表現をライブ配信中に口にし、メディアから大きな批判を受けた際、「My Response」のタイトルで謝罪動画を投稿した。

英国Ginx eSports TVは、「”ピューディパイ”ことシェルバーグが”King of YouTube”とされるのは、チャンネル登録者数が1億1000万人を超えているという単純な数値的話ではない。”ピューディパイ”が何故世界中の莫大なファンから愛され続けているのかという理由を自身で示し続けているからです。」と評している。　

### YouTube並びにSNSへの問題提起
ピューディパイはYoutuberとYouTube社へ長年問題提起を行っている（詳細は「Is YouTube Really Worth It?」を参照）。
TwitterやFacebookの拡散方法やおススメ、トレンド、それに伴うアルゴリズムに疑問を呈しており、2019年12月に「I hate twitter」というタイトルの動画を投稿後にアカウントを完全に削除した。現在は新たなTwitterアカウントは保持しているが投稿用ではなく、「自分関連の犯罪抑制のために置いているだけ」としている。また、SNSでの書き込みや言い争い等による時間の浪費は人生の無駄だと視聴者に語っている。
Facebookに関してはCEOのマーク・ザッカーバーグへの疑心や疑問を語っており、2017年から2021年初頭まではFacebookでの投稿をしておらず、同社が保有するInstagramは使用しているがFacebook社がInstagramを手放すことを望んでいる。2021年初頭からは、Facebookでの投稿を再開した。自分の利用するプラットフォームのYouTubeに対しても、GoogleやYouTubeに急上昇や扇動的なアルゴリズムの改善や、YouTuberの再生数の稼ぎ方、メンタルの問題を視聴者や同業者を含めて過去に何度も訴えている。

## 慈善活動
ピューディパイはYouTubeで活動により稼いだ金額の内、数百万ドルを長年にわたり寄付してきている。
ピューディパイは世界自然保護基金とセントジュード子どもリサーチ病院のための慈善活動に参加。また登録者が1000万人を超えたことを祝し、彼のファンが募金できる"Water Campaign"チャリティを始めた。目標額を250,000ドルとしていたが、そのチャリティは450,000ドルまで集まった。
T-Seriesとピューディパイの登録者競争は彼のファンやYouTube仲間の注目を集めるようになり動画のネタとしても扱われるようになった。ピューディパイ自身も動画や曲のネタとして扱ってはいるものの、視聴者に対して登録を強要するような意図はないとしている。しかし、一部のファンがインドの人々を侮辱するようなコメントを行うようになると、ピューディパイは「登録運動は過熱ぎみになっている」と発言し、悪意のあるコメントを止めるよう促した。彼は注目されている今の影響力を利用してインドの子供達のために募金活動を呼び掛ける動画を投稿し、投稿一日で20万ドル以上寄付金が集まった。
登録者数1億人突破後に投稿した、1億人到達したクリエイターに贈呈されるレッドダイヤモンドの開封動画の中で、ユダヤ人の名誉毀損を阻止し、「すべての人に正義と公正な待遇を確保する」ことを目的とした非政府組織である名誉毀損防止リーグ（ADL）に多額の寄付をしたことも明らかにした。動画内では「追加のお祝いとして、あらゆる形態の偏見や偏見と戦う組織であるADLに500万ドル（約5億2000万円）を寄付するよ」と語った。
2019年、MrBeastが多くのファンから植林活動をしてほしいとリクエストされ、仲間のYouTuberにも呼びかけ「2ヵ月で20億円を集める」とした「TeamTreesプロジェクト」を開始。ピューディパイはまず約800万円を寄付しプロジェクトに参加。その後、実業家イーロン・マスクから約1億円、SpotifyのCEOトビアス・リュトケから約1億100円、YouTubeのCEOスーザン・ウォシッキーから約2000万円、Twitterの創設者ジャック・ドーシーから約4000万円が寄付される流れとなった。
2020年からYouTubeのチャンネルメンバーシップを開始。メンバー限定のゲーム配信を行っている。メンバーシップ開始から約1年間で150万ドル調達し、2021年8月には全額をアルツハイマー病の研究機関、世界食糧計画、セーブ・ザ・チルドレン・レバノンやブックトラスト等の11の機関に全額寄付。ピューディパイは「これを可能にしてくれた兄弟達に心から感謝している」とファンに感謝を表した。メンバーシップでの収入は、今後も信用に値する機関に全額寄付していくとしている。

## その他
TwitterやFacebookでの投稿は現在行っておらず、YouTube以外ではInstagramやRedditを利用している。Instagramのフォロワーは2021年10月時点で21,714,065人であり、彼のアイコンである赤い四角などでデザインされたiPhoneケースやステッカーが購入できるサイトまで飛べるURLが張られている。
ゲーム配信などでは「ピューディパイ」と名乗っているが、私生活を紹介する動画では、本名である「Felix」を名乗り、ピューディパイとは別のYoutubeクリエーターであるという体裁を取っている。これに対しては視聴者もコメント欄などで「ピューディパイ」と「Felix」は別人であるという扱いをするのが通例となっている。
テレビゲーム「Surgeon Simulator 2013」の宇宙人外科手術ステージにでてくる臓器のひとつは、ピューディパイに敬意を評して「Pewdsball」と呼ばれている。
2018年10月5日、Party In Backyardと共に作成した、T-Seriesを風刺した楽曲「bitch lasagna」を投稿。2023年12月時点で再生数は318,429,744回、彼のチャンネルで最も再生数の多い動画となっている。
2019年4月1日、YouTuberのRoomieとBoyinabandのデイブと共に作曲・作詞した、チャンネル登録者数1位となったT-Seriesを祝福した楽曲「Congratulations」を投稿。これは2番目に再生数の多い動画となっている。
2019年10月、ピューディパイは香港の抗議活動に対する中国政府のやり方を批判、中国政府を知らない視聴者向けに、中国共産党の総書記である習近平のファニーネットミームを交えて紹介する動画を投稿し破竹の勢いで拡散された。その後、中国本土での彼に関連する言及、メディア、議論の書き込み、更に百度、bilibiliといった人気のある検索エンジンや動画サイトから彼に関連する検索結果が全て削除された。彼は規制後、「想定通りすぎてとても嬉しい。規制してくれてありがとう。」と語った。中国当局を非難するエピソードを放送したサウスパークのツイートに「いいね」を押したというだけの理由で中国国内で同じく規制されたDJのZedd（ゼッド）は「ようこそ我々のクラブへ」と彼を絶賛した。なお、中国本土ではそもそもYouTube及びGoogleへは金盾の検閲でアクセス不可能なため、ピューディパイの中国本土のファン達はVPNを使ってGoogle及びYouTubeにアクセスして楽しんでいる。
2021年2月、Cocomelonへのディストラック「Coco」を投稿したが、約4日後にYouTubeにより削除された。理由は「規約違反」だということ。